# ルーカス・セララジャン
ルーカス・マニュエル・セララジャン（Lucas Zelarayán、1992年6月20日 - ）は、アルゼンチン出身のサッカー選手。ファティフSC所属。アルメニア代表。ポジションはMF。

## 経歴

### クラブ
地元クラブであるCAベルグラーノの下部組織で育成され、2012年4月25日のコパ・アルヘンティーナ・ロサリオ・セントラル戦でトップチームデビュー。2014年4月7日のCAリーベル・プレート戦でプロ初ゴールを決めた。
2015年12月21日、メキシコのUANLティグレスに移籍。
2019年12月20日、メジャーリーグサッカーのコロンバス・クルーに移籍。
2023年7月31日、ファティフSCに移籍。

### 代表
アルゼンチン生まれであるが、父親がアルメニア人のため、アルメニア代表でのプレーを選んだ。2021年10月にアルメニア代表の招集に応じ、10月8日のアイスランド代表戦でアルメニア代表デビューを飾った。

## タイトル

### クラブ
UANLティグレス
- リーガMX: Apertura 2016, Apertura 2017, Clausura 2019
- カンペオン・デ・カンペオーネス: 2016, 2017, 2018
- カンペオーネス・カップ: 2018

コロンバス・クルー
- MLSカップ: 2020